# François-Jean Darlan
François-Jean Darlan, francoski admiral, politik in kolaboracionist, * 7. avgust, 1881, Nérac, Francija, † 24. december 1942, Alžir, Alžirija. 

## Življenjepis
Leta 1939 je postal glavni poveljnik francoskih pomorskih sil in minister mornarice. Med letoma 1940 in 1942 je bil podpredsednik vlade v Vichyu. 17. aprila 1942 je postal vrhovni poveljnik francoskih oboroženih sil.